# منتخب ماكاو تحت 17 سنة لكرة القدم
منتخب ماكاو تحت 17 سنة لكرة القدم هو ممثل ماكاو الرسمي في المنافسات الدولية في كرة القدم في فئة كرة قدم تحت 17 سنة للرجال
.